# Алията
Алията е бивше село в Егейска Македония, Гърция, на територията на дем Нестрам, област Западна Македония.

## География
Селото е било разположено между селата Дреничево и Радигоже, на малко разстояние от пътя Костур - Нестрам.

## История
Село Алията е било малко село, изоставено в размирното време в края на XVIII век при конфликта на Али паша Янински и други албански феодали с централната власт.